# Biserica Adormirea Maicii Domnului din Boița

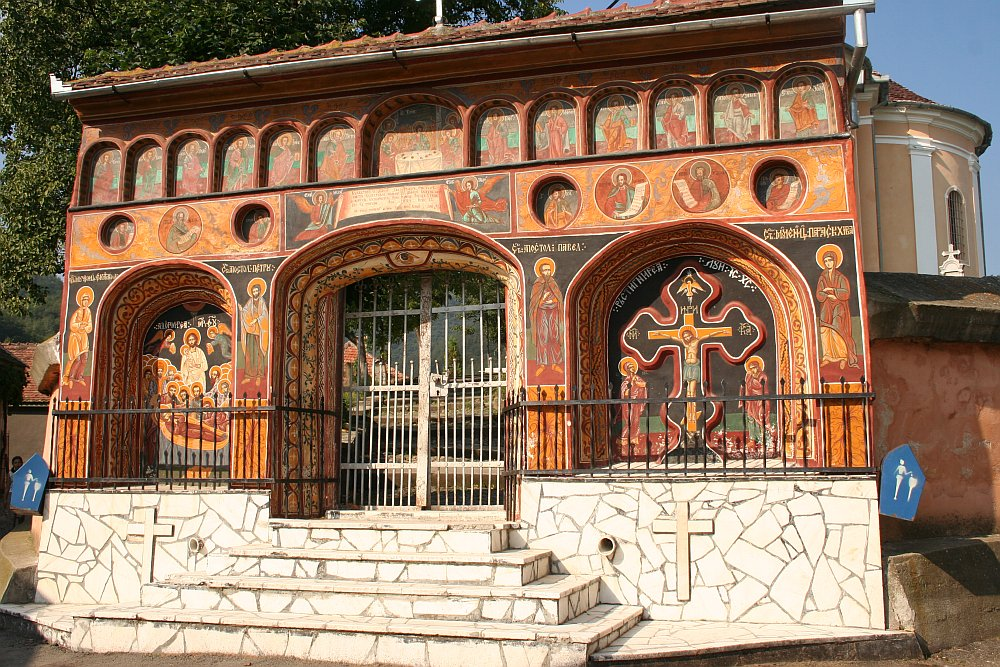
Poarta (monument istoric)

Biserica „Adormirea Maicii Domnului” este un monument istoric aflat pe teritoriul satului Boița; comuna Boița.

## Istoric și trăsături
Este o biserică cu plan triconc, cu turlă lanternou peste naos și turn-clopotniță peste pridvor.
Deși de dimensiuni mai mici, este foarte asemănătoare bisericii cu hramul Sfânta Treime din satul Rășinari, care a reprezentat, probabil, un model local pentru acest nou lăcaș, finalizat opt ani mai târziu.
În monografia bisericii sunt menționați constructorii sași Andreas Krämer și Johann Wolf, responsabili pentru ridicarea lăcașului și confecționarea ferestrelor și a ușilor. Aceștia au încheiat contractul de zidărie în 1813, respectiv pentru producția tâmplăriilor în 1817.
Biserica a fost renovată și repictată în anul 1927.